# Pomeroy (Washington)
Pomeroy è una città degli Stati Uniti d'America, situata nello Stato di Washington, nella Contea di Garfield, della quale è anche il capoluogo.